# Jean-Louis Monod
Pour les articles homonymes, voir Monod.
Jean-Louis M. Monod est un homme d'affaires, critique d'art et écrivain, né le 22 mars 1938 à Paris 12e mort le 11 novembre 2015 à Monaco.

## Biographie
Issu de la famille Monod, une grande famille protestante d'origine suisse, il est le sixième fils (mais en secondes noces) de Marcel Monod, pasteur de l’Église réformée de France, qui exerça son ministère à Paris, puis à Versailles.
Après des études de commerce et de droit, il travaille dans l’import-export pendant deux décennies à Monaco. Administrateur de société, il mène parallèlement à sa vie professionnelle diverses activités touchant aux domaines artistique et littéraire.
Il s'intéresse notamment au domaine de l’étrange en tant que critique d'art et critique littéraire, publie des essais et des nouvelles, dont plusieurs textes sous divers pseudonymes, Jean de Romainmôtier étant le plus  utilisé, et surtout pour les critiques d’art. 
Outre des publications en ligne sur Internet, il a collaboré à diverses revues :
- En France : Fiction, Horizons du fantastique, Masques et Visages, Le Miroir du fantastique, Satellite, Vision sur les Arts, etc.
- En Suisse : Ailleurs  (Bulletin du Club Futopia), Ecriture, Femina, la Gazette Littéraire de Lausanne, le Journal de Genève,  l’Illustré suisse, l’Œil, la Tribune des Arts.
- En Belgique : Audace, Les Cahiers de la Biloque, le Phare-Dimanche, Progrès (Centre Paul Hymans).
- À Monaco : M.C.A., revue du PEN club.
- En Grande-Bretagne : PEN International.
- Au Canada : Vie des Arts.

Membre de la Société des gens de lettres et du PEN club français, il a fait partie du Comité de rédaction du magazine français Vision sur les Arts et de la revue néerlandaise Brès (édition hollandaise de la revue Planète).

## Son œuvre

### Anthologiste
- Audace, Bruxelles, 15e année, no 1 de 1969 : numéro spécial consacré au fantastique. Vingt auteurs y ont contribué avec des nouvelles inédites.

### Essayiste et nouvelliste
- « L’évolution du fantastique ou la convergence des littératures parallèles » dans Progrès, Bruxelles, no 18, juin 1969 (Prix de « La Sonda » de Rome en juillet 1970). Illustré de reproductions de tableaux.
- « Du surréel au fantastique… Pessimisme ou optimisme ? » Publié dans Brès, Amsterdam, no 85, novembre-décembre 1980, sous le titre " Wachters wat is er van de nacht ?". Texte accompagné d'illustrations (reproductions des œuvres de 14 peintres).
- L’Appel, préface de Thomas Owen, édition des Egraz, Yverdon, 1973. Recueil de nouvelles.
- Diables de quiproquos, édition Céléphaïs, Montpellier, 2013. Recueil de nouvelles.

### Critique d'art
- Nicolas Eekman : peintre, humaniste et … magicien, éd. Cailler, Genève, 1969 : monographie avec 84 reproductions dont 10 en couleurs.
- Du surréel au fantastique : 13 peintres européens contemporains, préface de Marcel Schneider, éd. Alain Lefeuvre, Nice, 1980 (Aigle d'Or de la ville de Nice en 1981) : album illustré de 200 reproductions dont 80 en couleurs.
- Anita Claassens, avec Rémi de Cnodder, éd. Terre d’Europe, Bruxelles, 1984 : album illustré de 80 reproductions.
- Nicolas Eekman, peintre-graveur (1889-1973), avec Emmanuel Breon et Claude Roy, éd. Somogy & Le Sillon, Paris, 2004 : album illustré de 52 reproductions.
- Alix Deonna : Un regard insolite, préface d’Anne-Marie Burger, éd. Slatkine, Genève, 2007 : monographie avec 50 reproductions dont 20 en couleurs.
- Anita Claassens, avec Remi de Cnodder, préface du Comte Jean Daniel de Germond, Petrilli International Print - Vintimille 2010 : monographie avec une centaine de reproductions en couleurs et en noir et blanc.